# Rapoldipark

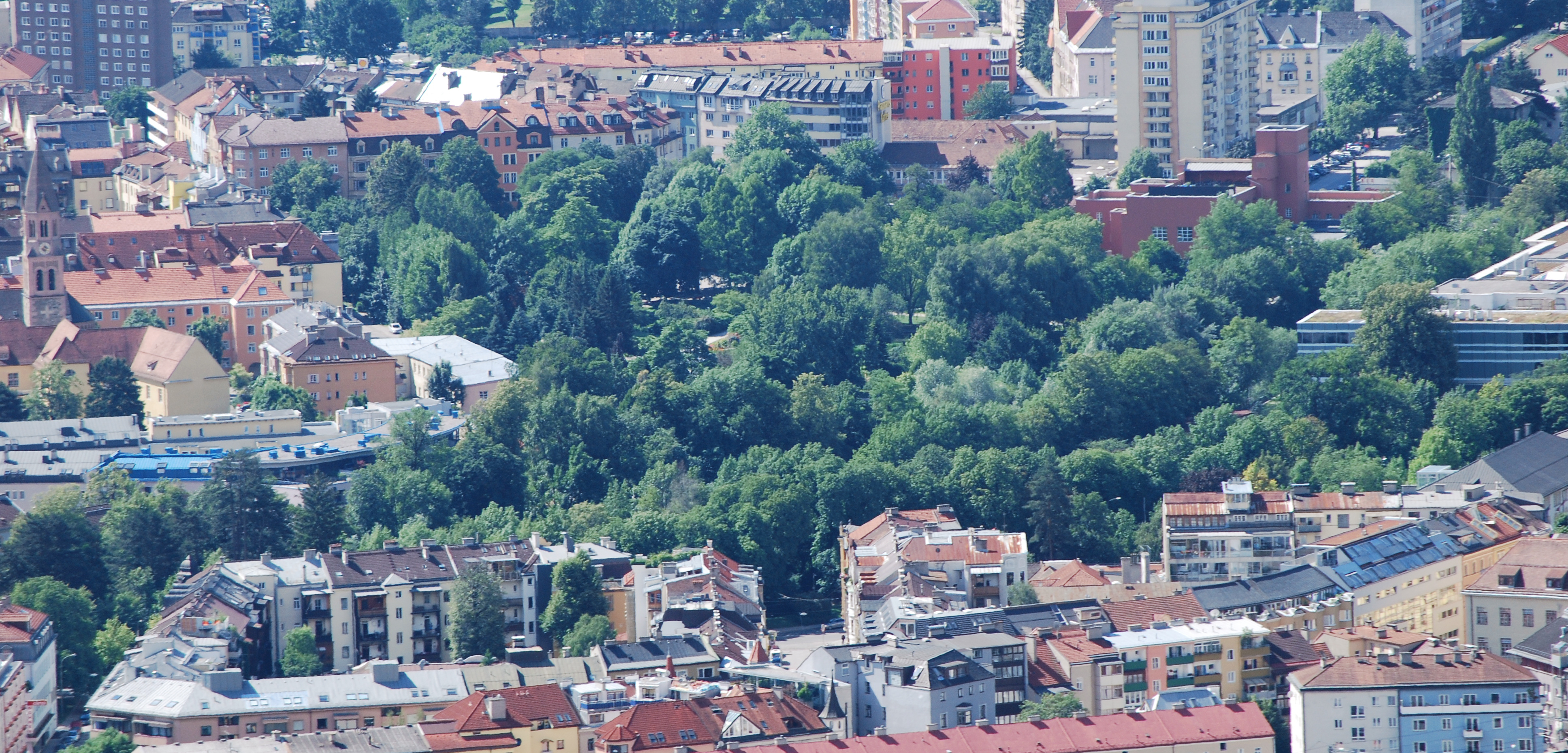
Der Rapoldipark von der Hungerburg (von Norden) aus gesehen

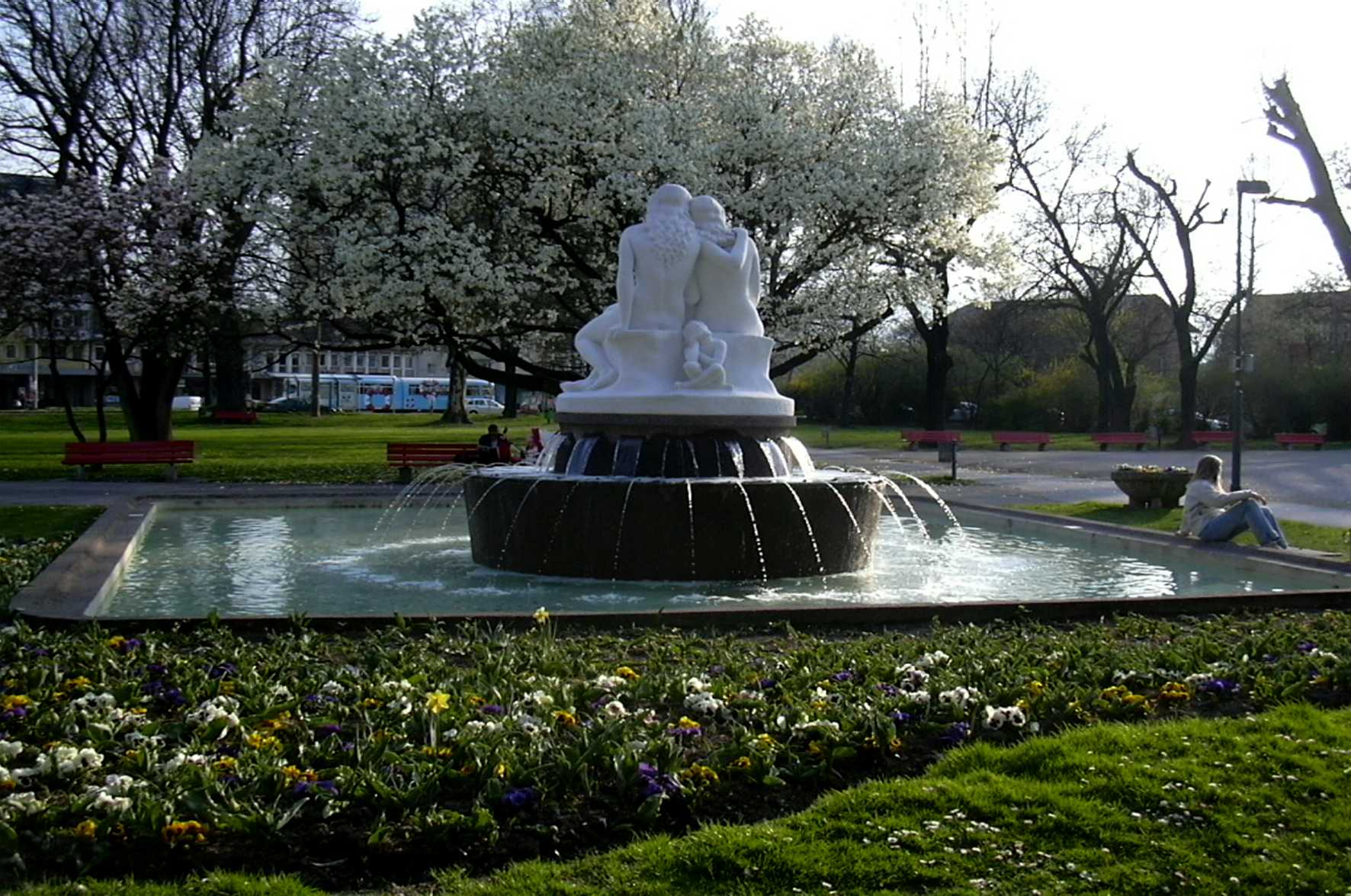
Der Salige-Fräulein-Brunnen

Der Stadtpark Rapoldi ist ein Park in Innsbruck.
Er liegt im Stadtteil Pradl zwischen Sill und den am Leipziger Platz bestehenden Wohnbauten. Der Park wurde nach Auflassung des alten Gaswerks nach Norden erweitert und bildet mit dem Ufersaum der Sill und des Inn einen durchgehenden Grünraum bis an den nordöstlichen Stadtrand. Im Zentrum des Parks liegt der Rapoldi-Weiher.
Der Park ist nach dem Tiroler Politiker und Journalisten Martin Rapoldi (1881–1926) benannt. Rapoldi war von 1919 bis 1923 Vizebürgermeister, ab 1923 Stadtrat in Innsbruck.
In dem Park steht bis heute die Salige-Skulptur von Hans Plangger, die 1944 für die nationalsozialistische Gauhauptstadt entworfen, 1953–1954 im Auftrag der Innsbrucker Stadtverwaltung vollendet wurde und ganz dem nationalsozialistischen Frauenbild entspricht.
Der Stadtpark Rapoldi liegt neben dem Einkaufszentrum Sillpark und wird in den Medien oft in Verbindung mit Kriminalität, insbesondere Drogendelikten und dem Mord an einer jungen Frau 2005 erwähnt. In der Folge wurden „Schutzzonen“ mit erweiterten Polizeibefugnissen errichtet und Teile des Parks videoüberwacht. Diese Maßnahmen wurden aber auch als nicht zielführend und eine Einschränkung von Grundrechten kritisiert.
2018 wurden 72 Kameras im Park installiert, um das subjektive Sicherheitsgefühl der Besucher des Parks zu heben.